# 花剌子模人民苏维埃共和国
花剌子模人民苏维埃共和国，1920年2月2日建國。1923年10月17日到20日，第四次全花剌子模蘇維埃代表大會宣布更改國名為花剌子模蘇維埃社會主義共和國。1924年10月27日，根據苏联中央执行委员会決議解散，同時其领土并入两个苏联加盟共和国（乌兹别克蘇維埃社會主義共和國、以及土库曼蘇維埃社會主義共和國）。

## 历史
花剌子模在公元前6世纪为波斯帝国的一个省。公元前4世纪初独立，后受印度的贵霜帝国控制。3世纪时，波斯萨珊王朝重新控制花剌子模。7世纪末前后为阿拉伯人征服。11世纪到13世纪受塞尔柱土耳其统治，领土包括波斯的东部和阿富汗。1219年被成吉思汗的蒙古帝国征服。1388年又为帖木儿帝國征服，后又归波斯统治。 
16世纪初，花剌子模南部地区出现了独立的布哈拉汗国。1512年，花剌子模绿洲居民起义，摆脱波斯统治，拥立乌兹别克汗国王族成员为汗，建立独立的国家，即希瓦汗国。1873年被俄羅斯帝國吞并。